# Man on a Ledge
Man on a Ledge (Al borde del abismo en España) es una película dirigida por Asger Leth, protagonizada por Sam Worthington, Elizabeth Banks, Jamie Bell y Ed Harris. El rodaje se desarrolló en Nueva York.

## Sinopsis
Clamando su inocencia, un fugitivo finge un intento de suicidio al saltar de una cornisa, mientras que su hermano y su novia llevan a cabo el robo de un enorme diamante para demostrar que se le tendió una trampa.

## Reparto
- Sam Worthington como Nick Cassidy.[2]
- Elizabeth Banks como Lydia Mercer.[2]
- Jamie Bell como Joey Cassidy.[3]
- Anthony Mackie como Michael Ackerman.
- Génesis Rodríguez como Angela 'Angie' Maria López.
- Ed Harris como David Englander.[1][4]
- Kyra Sedgwick como Suzie Morales.[5]
- Edward Burns como Jackie "Jack" Dougherty.
- Titus Welliver como Dante Marcus.[1]
- Afton Williamson como Janice Ackerman.[6]

## Producción
El 1 de noviembre de 2010 se confirmó que Ed Harris y Titus Welliver se habían unido al elenco. El rodaje comenzó el 30 de octubre en Nueva York. La primera imagen del set fue revelada el 2 de noviembre de 2010. La película sería distribuida por Summit Entertainment (USA) y E1 Entertainment (Reino Unido). El 3 de septiembre de 2010 se confirmó que Jamie Bell se había unido al elenco.